# Хоренко Віктор Олександрович
Віктор Олександрович Хоренко — генерал-майор Збройних сил України. Колишній командувач Сил спеціальних операцій ЗСУ (2022—2023), учасник російсько-української війни.

## Життєпис
На 2022 рік командував спецрезервом Головного управління розвідки МОУ.
25 липня 2022 року бригадний генерал Хоренко призначений командувачем ССО. На цій посаді він змінив Григорія Галагана.
Відвідав Бахмут у квітні 2023 року.
3 листопада 2023 року, за поданням міністра оборони Умєрова, звільнений президентом Зеленським з посади командувача ССО. За словами президента Зеленського, Хоренко «продовжить виконувати спеціальні завдання у складі Головного управління розвідки Міністерства оборони України».

## Військові звання
- генерал-майор (24 серпня 2023)[10]

## Нагороди
- медаль «Хрест Сил спеціальних операцій» (29 липня 2023)[11]

## Оцінки та критика
За даними програми «Схеми», у січні 2023 року Хоренко підписав клопотання перед ГУР МО України щодо виїзду за кордон звинуваченого в корупції депутата Київради Владислава Трубіцина та ще чотирьох представників фонду «Рідна Оболонь» як волонтерів «для забезпечення ССО спеціальним обладнанням». Саме лист за підписом ГУР допоміг Трубіцину виїхати у травні у напрямку Польщі, після чого він перестав з'являтися на судові засідання та виходити на зв'язок.